# 阿修羅ガール
『阿修羅ガール』（あしゅらガール）は舞城王太郎の長編小説。2003年（平成15年）に新潮社より刊行。第16回三島由紀夫賞受賞作。現在は新潮文庫に収録されている。女子高生「アイコ」の一人称で語られる小説で、饒舌なガールズトークが特徴である。

## 三島由紀夫賞
三島賞では宮本輝が「下品で不潔な文章」「支離滅裂な大きなエネルギーを持て余していて、まだ人に見せる段階じゃない」「お子様相手」と酷評し、受賞に猛反対した。一方で、福田和也は「三島由紀夫の名を冠する賞から舞城を送り出せてよかった」と絶賛し、筒井康隆も「現代の女子高生の言葉遣いを効果的に使っている」と評価した。島田雅彦は「ブーイングを浴びることで輝く狡猾な作品」と評価した。
覆面作家である舞城は、この受賞によりはじめて公の場に出るか注目されたが、結局授賞式にはあらわれずコメントだけよせた。

## あらすじ

### 第一部「アルマゲドン」
舞台は東京都調布市。女子高生・アイコは、テクニックがすごいという噂の同級生・佐野と、好きでもないのにセックスをしてみたはいいが、あまりにも下手で全然性感を得られなかった。顔面に射精されそうになり、自尊心を傷つけられたアイコは、佐野を足蹴にしホテルに置き去りにする。翌日、佐野の一件で同級生達にリンチされそうになるも返り討ちにし、佐野の行方不明を知らされる。佐野の家族のもとに切断された指が送りつけられてきたという。アイコは幼なじみで思いを寄せる陽治と一緒に犯人探しを始めようとする。
一方で街では連続幼児殺人犯『グルグル魔人』が暴れており、匿名掲示板『天の声』では便乗した中学生狩りが始まり、アイコが住む調布市はアルマゲドン状態となっていた。

### 第二部「三門」
アルマゲドンから脱出し、谷をわたるためにヘリコプターに乗る『崖』。アイコの第二の人格とも呼べる「シャスティン」とその友人が魔物がいる森に迷い込む『森』。そして幼児殺人犯の『グルグル魔人』。

### 第三部「JUMPSTART MY HEART」
三途の川から戻ってきたアイコがこれまでの経験を振り返り、愛の大切さを噛み締める。